# Воямполка (река)
Воя́мполка (Матёрая, Халгинчеваям; коряк. Качгынчоваям) — река на полуострове Камчатка в России.
Длина реки — 167 км. Площадь водосборного бассейна — 7950 км². Протекает по территории Тигильского района Камчатского края. Впадает в Залив Шелихова Охотского моря.
Название реки в переводе с корякского языка означает «река утопленников». Из-за стремительного течения реки и обилия водоворотов в реке утонуло много людей, что и отразилось в её названии.

## Данные водного реестра
По данным государственного водного реестра России относится к Анадыро-Колымскому бассейновому округу.
По данным геоинформационной системы водохозяйственного районирования территории РФ, подготовленной Федеральным агентством водных ресурсов:
- Код водного объекта в государственном водном реестре — 19080000112120000036020